# Чемпионат Европы по лёгкой атлетике среди юношей 2024
4-й чемпионат Европы по лёгкой атлетике среди юношей проходил с 18 по 21 июля 2024 года на стадионе «СНП» в Банска-Бистрице (Словакия). К соревнованиям, согласно правилам, были допущены спортсмены 2007 и 2008 годов рождения, выполнившие в установленные сроки необходимые квалификационные требования и нормативы.
На старт в 40 дисциплинах вышел 1161 легкоатлет из 48 стран Европы (600 юношей и 561 девушка). Сборные России и Белоруссии не были допущены к участию в турнире решением World Athletics и Европейской легкоатлетической ассоциации от 2 марта 2022 года, принятым в связи с вторжением российских войск на Украину.

## Итоги соревнований
На чемпионате были установлены 3 высших европейских достижения среди спортсменов до 18 лет. В шведской эстафете у девушек рекорд был обновлён на третьем чемпионате подряд. Сборная Италии вернула себе достижение, которым двумя годами ранее завладела команда Великобритании. Новым ориентиром стало время 2:05.23. Лаура Фрличкова из Словакии перед родными трибунами обновила рекорд в беге на 100 метров с барьерами у девушек — 12.86 в предварительных забегах. В полуфинале и финале её результаты оказались чуть хуже (13.18 и 12.97 соответственно), но и их хватило для уверенной победы. Чех Михал Рада стал новым рекордсменом в беге на 400 метров с барьерами у юношей (49.42).
Успех Рады повторила его сестра-близнец Нина Радова: она так же выиграла бег на 400 метров с барьерами среди девушек и установила новый рекорд чемпионатов (58.00). Свои победы они одержали в один день с разницей в 10 минут.
Двукратными чемпионами турнира стали Станислав Стшелецкий из Польши и Элиза Валенсин из Италии, добавившие к победе в индивидуальном виде (400 м у Стшелецкого, 200 м у Валенсин) золото в эстафете.
Хорватская легкоатлетка Вита Барбич успешно совместила выступления в двух дисциплинах метания: в копье она оказалась сильнейшей с юношеским национальным рекордом, а в диске заняла третье призовое место.

## Призёры
Сокращения: WU18B — высшее мировое достижение среди юношей | EU18B — высшее европейское достижение среди юношей | NU18B — высшее национальное достижение среди юношей | CR — рекорд чемпионата

Курсивом выделены участники, выступавшие за эстафетные команды только в предварительных забегах

### Юноши
| Дисциплина                                                     | Золото | Золото                                                                       | Серебро                                                                                               | Серебро                                                                      | Бронза                                                                                              | Бронза                                                                       |
| -------------------------------------------------------------- | --- | ---------------------------------------------------------------------------- | --- | ---------------------------------------------------------------------------- | --------------------------------------------------------------------------------------------------- | ---------------------------------------------------------------------------- |
| 100 м (ветер: +0,1 м/с)                                        | Якоб Кемминер Германия | 10.46                                                                        | Джоэль Мастерс Великобритания                                                                         | 10.51                                                                        | Джоэль Аджайи Великобритания                                                                        | 10.61                                                                        |
| 200 м (ветер: +0,7 м/с)                                        | Диего Наппи Италия | 20.81 CR                                                                     | Ивано Беванда Швеция                                                                                  | 21.17                                                                        | Джо Берк Ирландия                                                                                   | 21.31 NU18B                                                                  |
| 400 м                                                          | Станислав Стшелецкий Польша | 46.50 NU18B CR                                                               | Миланн Клеменик Франция                                                                               | 46.78                                                                        | Конор Келли Ирландия                                                                                | 46.97 NU18B                                                                  |
| 800 м                                                          | Мэттью Маккенна Великобритания                                                                                                   | 1:52.91                                                                      | Аарон Себальос Испания                                                                                | 1:53.21                                                                      | Лукаш Зачик Польша                                                                                  | 1:53.60                                                                      |
| 1500 м                                                         | Филип Тоул Чехия | 3:54.77                                                                      | Алдин Чатович Сербия                                                                                  | 3:55.14                                                                      | Алоис Абраам Франция                                                                                | 3:56.55                                                                      |
| 3000 м                                                         | Алдин Чатович Сербия | 8:07.03 CR                                                                   | Витторе Борромини Италия                                                                              | 8:09.01                                                                      | Себастьян Лёрстад Швеция                                                                            | 8:11.71 NU18B                                                                |
| 2000 м с препятствиями                                         | Бакр Эль-Асри Испания | 5:46.79                                                                      | Адам Червинка Чехия                                                                                   | 5:47.71                                                                      | Якоб Рёдель Германия                                                                                | 5:47.77                                                                      |
| 110 м с барьерами (высота барьеров: 91,4 см) (ветер: +1,1 м/с) | Кайан Эскалона Италия | 13.22 NU18B                                                                  | Люка Домерг Франция                                                                                   | 13.34                                                                        | Християн Касабов Болгария                                                                           | 13.47                                                                        |
| 400 м с барьерами (высота барьеров: 84 см)                     | Михал Рада Чехия | 49.42 EU18B CR                                                               | Марек Ваня Чехия                                                                                      | 51.12                                                                        | Томмазо Ардиццоне Италия                                                                            | 51.38 NU18B                                                                  |
| Прыжок в высоту                                                | Сванте Свенссон Швеция | 2.09 м                                                                       | Антуан Антчак Франция                                                                                 | 2.08 м                                                                       | Вук Шолая Сербия                                                                                    | 2.08 м                                                                       |
| Прыжок с шестом                                                | Матиас Урбанчик Бельгия | 5.10 м                                                                       | Никита Миркин Израиль                                                                                 | 5.00 м                                                                       | не вручалась                                                                                        |                                                                              |
| Прыжок с шестом                                                | Матиас Урбанчик Бельгия | 5.10 м                                                                       | Хенри Апри Эстония                                                                                    | 5.00 м                                                                       | не вручалась                                                                                        |                                                                              |
| Прыжок в длину                                                 | Реми Мури Франция | 7.72 м (+1,9 м/с)                                                            | Арон Хайду Венгрия                                                                                    | 7.58 м (+1,7 м/с) NU18B                                                      | Даниэле Инцоли Италия                                                                               | 7.54 м (−0,3 м/с)                                                            |
| Тройной прыжок                                                 | Эмманюэль Идинна Франция | 15.85 м (−2,0 м/с)                                                           | Франческо Кротти Италия                                                                               | 15.49 м (−1,2 м/с)                                                           | Бенедикт Маурер Германия                                                                            | 15.11 м (−1,0 м/с)                                                           |
| Толкание ядра (вес снаряда: 5 кг)                              | Штефан Чобану Румыния | 19.99 м                                                                      | Людвиг Элльгрен Швеция                                                                                | 19.19 м                                                                      | Ян Ферина Хорватия                                                                                  | 19.04 м                                                                      |
| Метание диска (вес снаряда: 1,5 кг)                            | Якуб Родзяк Польша | 64.21 м                                                                      | Ярослав Листопад Украина                                                                              | 60.93 м                                                                      | Киан Крэмптон Ирландия                                                                              | 60.55 м NU18B                                                                |
| Метание молота (вес снаряда: 5 кг)                             | Томас Уильямс Ирландия | 73.95 м                                                                      | Димо Андреев Болгария                                                                                 | 72.49 м                                                                      | Магно Льопис Испания                                                                                | 72.48 м                                                                      |
| Метание копья (вес снаряда: 700 г)                             | Пьетро Вилла Италия | 76.04 м NU18B                                                                | Рох Круковский Польша                                                                                 | 74.84 м                                                                      | Теэму Симойнен Финляндия                                                                            | 73.24 м                                                                      |
| Десятиборье (юношеское)                                        | Тристан Консо Эстония | 7549 очков                                                                   | Лиам Да Силва Швеция                                                                                  | 7318 очков                                                                   | Килиан Трошен Франция                                                                               | 7290 очков                                                                   |
| Десятиборье (юношеское)                                        | 10.90 — 6.74 — 13.88 — 1.84 — 48.95 — 13.52 — 43.14 — 4.60 — 47.29 — 4:59.69                                                     | 10.90 — 6.74 — 13.88 — 1.84 — 48.95 — 13.52 — 43.14 — 4.60 — 47.29 — 4:59.69 | 11.77 — 6.47 — 14.95 — 2.02 — 53.15 — 15.56 — 51.91 — 4.00 — 56.95 — 4:45.88                          | 11.77 — 6.47 — 14.95 — 2.02 — 53.15 — 15.56 — 51.91 — 4.00 — 56.95 — 4:45.88 | 11.40 — 6.71 — 13.23 — 1.99 — 50.92 — 14.37 — 40.70 — 4.50 — 44.29 — 4:44.65                        | 11.40 — 6.71 — 13.23 — 1.99 — 50.92 — 14.37 — 40.70 — 4.50 — 44.29 — 4:44.65 |
| Ходьба на 5000 м                                               | Алессио Коппола Италия | 21:01.44 CR                                                                  | Шимус Кларк Ирландия                                                                                  | 21:05.70 NU18B                                                               | Николо Видаль Италия                                                                                | 21:11.87                                                                     |
| Эстафета 100+200+300+400 м                                     | Польша · Никодем Дыминьский · Якуб Форемный · Бартломей Адамчик · Станислав Стшелецкий · Александер Войтасик · Оливер Фронцковяк | 1:51.62 CR                                                                   | Германия · Якоб Кемминер · Луис Шустер · Яннис Деттнер · Милан Штадлер · Бен Трёстер · Марк Вайденбах | 1:51.82 NU18B                                                                | Италия · Фабрицио Капоруссо · Даниэле Инцоли · Томмазо Карфанья · Даниэле Салеми · Валерио Маццилли | 1:52.02 NU18B                                                                |

### Девушки
| Дисциплина                                                     | Золото | Золото                                                | Серебро                                                                                               | Серебро                                               | Бронза                                                                                         | Бронза                                                |
| -------------------------------------------------------------- | --- | ----------------------------------------------------- | --- | ----------------------------------------------------- | ---------------------------------------------------------------------------------------------- | ----------------------------------------------------- |
| 100 м (ветер: +0,9 м/с)                                        | Радина Величкова Болгария | 11.46 NU18B                                           | Шад Лапораль Франция                                                                                  | 11.54                                                 | Мия Отт Эстония                                                                                | 11.62                                                 |
| 200 м (ветер: +1,0 м/с)                                        | Элиза Валенсин Италия | 23.09 NU18B CR                                        | Маргерита Кастеллани Италия                                                                           | 23.35                                                 | Паулин Рихтер Германия                                                                         | 23.50                                                 |
| 400 м                                                          | Анастазья Кусь Польша | 51.89 NU18B CR                                        | Кара Дакоста Великобритания                                                                           | 52.60                                                 | Маделиф ван Лёр Нидерланды                                                                     | 53.19                                                 |
| 800 м                                                          | Адела Голубова Чехия | 2:04.23 CR                                            | Шайкира Кинг Великобритания                                                                           | 2:04.29                                               | Кармен Чернюл Швеция                                                                           | 2:04.52                                               |
| 1500 м                                                         | Лайла Белшоу Великобритания | 4:13.01 CR                                            | Айла Макгоуэн Великобритания                                                                          | 4:14.78                                               | Вильма Беккемоэн-Торбиэднсс Норвегия                                                           | 4:16.45                                               |
| 3000 м                                                         | Кэти Пай Великобритания | 9:20.25                                               | Юлия Эрле Германия                                                                                    | 9:20.31                                               | Оливия Форрест Великобритания                                                                  | 9:21.66                                               |
| 2000 м с препятствиями                                         | Астрид Бернтсен Норвегия | 6:32.11                                               | Эма Беркова Чехия                                                                                     | 6:34.63                                               | Надя Сото Испания                                                                              | 6:35.04                                               |
| 100 м с барьерами (высота барьеров: 76,2 см) (ветер: +0,2 м/с) | Лаура Фрличкова Словакия | 12.97                                                 | Зофия Роек Польша                                                                                     | 13.33                                                 | Оксан Кинг Франция                                                                             | 13.37                                                 |
| 400 м с барьерами                                              | Нина Радова Чехия | 58.00 CR                                              | Ева Барбарич Хорватия                                                                                 | 58.85                                                 | Лали Пузанкр-Уайер Франция                                                                     | 59.07                                                 |
| Прыжок в высоту                                                | Лилианна Батори Венгрия | 1.84 м                                                | Айтана Алонсо Испания                                                                                 | 1.81 м                                                | Иман Осси-Тшинг Франция                                                                        | 1.81 м                                                |
| Прыжок с шестом                                                | Анастасия Бумбулиди Греция | 4.20 м                                                | Эмбла Ньерве Норвегия                                                                                 | 4.15 м NU18B                                          | Беате Потт Швеция                                                                              | 4.15 м                                                |
| Прыжок в длину                                                 | Эвелина Ульссон Швеция | 6.35 м (+0,6 м/с)                                     | Йоана Фёдоровайте Литва                                                                               | 6.23 м (−0,3 м/с)                                     | Радина Величкова Болгария                                                                      | 6.16 м (+0,5 м/с)                                     |
| Тройной прыжок                                                 | Бренда Апсите Латвия | 13.18 м (+0,2 м/с)                                    | Мелина Заранга Греция                                                                                 | 13.10 м (+1,2 м/с)                                    | Элиза Валенти Италия                                                                           | 12.99 м (+0,7 м/с)                                    |
| Толкание ядра (вес снаряда: 3 кг)                              | Мария Рафаилиду Греция | 18.46 м                                               | Ангелина Шепель Украина                                                                               | 17.09 м                                               | Анастасия Андреади Греция                                                                      | 16.70 м                                               |
| Метание диска                                                  | Надела Вепиве Германия | 51.61 м                                               | Андреа Танкеу Испания                                                                                 | 50.01 м                                               | Вита Барбич Хорватия                                                                           | 49.50 м                                               |
| Метание молота (вес снаряда: 3 кг)                             | Клара Хегеман Германия | 72.93 м NU18B                                         | Полина Дзерожинская Украина                                                                           | 72.92 м                                               | Нова Кинаст Германия                                                                           | 71.72 м                                               |
| Метание копья (вес снаряда: 500 г)                             | Вита Барбич Хорватия | 61.07 м NU18B CR                                      | Констанце Ирлингер Германия                                                                           | 57.64 м NU18B                                         | Рабийе Чичек Турция                                                                            | 54.52 м                                               |
| Семиборье (юношеское)                                          | Энни Вирьонен Финляндия | 6151 очко NU18B                                       | Теа Браун Великобритания                                                                              | 5807 очков                                            | Мария Шнемилих Германия                                                                        | 5732 очка                                             |
| Семиборье (юношеское)                                          | 13.12 — 1.57 — 15.01 — 23.95 — 6.04 — 51.59 — 2:26.10                                                                                      | 13.12 — 1.57 — 15.01 — 23.95 — 6.04 — 51.59 — 2:26.10 | 13.18 — 1.87 — 12.06 — 24.14 — 6.05 — 27.41 — 2:27.99                                                 | 13.18 — 1.87 — 12.06 — 24.14 — 6.05 — 27.41 — 2:27.99 | 13.80 — 1.75 — 10.93 — 24.70 — 5.90 — 39.92 — 2:20.39                                          | 13.80 — 1.75 — 10.93 — 24.70 — 5.90 — 39.92 — 2:20.39 |
| Ходьба на 5000 м                                               | Серена Ди Фабио Италия | 21:50.80 NU18B CR                                     | Алессия Поп Румыния                                                                                   | 22:03.11 NU18B                                        | Петра Куса Словакия                                                                            | 23:49.22                                              |
| Эстафета 100+200+300+400 м                                     | Италия · Виола Канови · Маргерита Кастеллани · Лаура Фраттароли · Элиза Валенсин · Виттория Мазьеро · Бенедетта Дамбруозо · Зоэ Фьорентини | 2:05.23 EU18B CR                                      | Польша · Оливия Каспшак · Александра Еж · Зофия Томчик · Анастазья Кусь · Майя Возняк · Лена Паенцкая | 2:05.54 NU18B                                         | Великобритания · Нелл Дезир · Теа Браун · Шило Омотошо · Кара Дакоста · Элси Бриндл · Ава Джон | 2:05.90 NU18B                                         |

## Медальный зачёт
Медали в 40 дисциплинах лёгкой атлетики завоевали представители 26 стран-участниц.
 Принимающая страна
| Место | Страна         | Золото | Серебро | Бронза | Всего |
| ----- | -------------- | ------ | ------- | ------ | ----- |
| 1     | Италия         | 7      | 3       | 5      | 15    |
| 2     | Польша         | 4      | 3       | 1      | 8     |
| 3     | Чехия          | 4      | 3       | 0      | 7     |
| 4     | Великобритания | 3      | 5       | 3      | 11    |
| 5     | Германия       | 3      | 3       | 5      | 11    |
| 6     | Франция        | 2      | 4       | 5      | 11    |
| 7     | Швеция         | 2      | 3       | 3      | 8     |
| 8     | Греция         | 2      | 1       | 1      | 4     |
| 9     | Испания        | 1      | 3       | 2      | 6     |
| 10    | Ирландия       | 1      | 1       | 3      | 5     |
| 11    | Болгария       | 1      | 1       | 2      | 4     |
| 11    | Хорватия       | 1      | 1       | 2      | 4     |
| 13    | Норвегия       | 1      | 1       | 1      | 3     |
| 13    | Сербия         | 1      | 1       | 1      | 3     |
| 13    | Эстония        | 1      | 1       | 1      | 3     |
| 16    | Венгрия        | 1      | 1       | 0      | 2     |
| 16    | Румыния        | 1      | 1       | 0      | 2     |
| 18    | Финляндия      | 1      | 0       | 1      | 2     |
| 18    | Словакия       | 1      | 0       | 1      | 2     |
| 20    | Бельгия        | 1      | 0       | 0      | 1     |
| 20    | Латвия         | 1      | 0       | 0      | 1     |
| 22    | Украина        | 0      | 3       | 0      | 3     |
| 23    | Израиль        | 0      | 1       | 0      | 1     |
| 23    | Литва          | 0      | 1       | 0      | 1     |
| 25    | Нидерланды     | 0      | 0       | 1      | 1     |
| 25    | Турция         | 0      | 0       | 1      | 1     |
| Всего | Всего          | 40     | 41      | 39     | 120   |